# 志太勤一
志太 勤一（しだ きんいち、1957年9月5日 - ）は、日本の実業家。シダックス代表取締役会長兼社長。

## 来歴
1957年9月5日に志太勤の長男として生まれる。暁星学園高等学校を経て、1980年に渡米して8年間留学する。1981年11月にキャフトフードサービス株式会社へ入社して営業推進室長を務めつつ、米国のSAGA社で3年間勤める。1995年3月に多摩大学大学院経営情報学研究科修士課程を修了する。1997年に代表取締役社長に就き、2019年現在シダックス代表取締役会長兼社長。

### 年譜
- 1976年3月 暁星学園高等学校卒業[5][6]
- 1981年11月 キャフトフードサービス株式会社入社、営業推進室長
- 1995年3月 多摩大学大学院経営情報学研究科修士課程修了
- 1997年9月 シダックス株式会社代表取締役社長
- 2001年9月 エス・ロジックス株式会社代表取締役社長
- 2004年1月 シダックス・コミュニティー株式会社代表取締役社長
- 2007年6月 大新東株式会社取締役
- 2011年6月 大新東株式会社代表取締役会長
- 2014年4月 シダックスフードサービス株式会社代表取締役会長
- 2014年10月 シダックス・コミュニティー株式会社代表取締役会長[8]

## 著作
単著
- 『21世紀型経営戦略―飛躍のカギはアライアンスにあり』文芸社、2002年6月　ISBN 978-4835530598

共著
- 『国際理解に役立つわたしたちのくらしと世界の産業〈8〉世界と日本をむすぶ経済と流通のしくみ』ポプラ社、2001年4月　ISBN 978-4591067277

監修
- 『国際理解に役立つわたしたちのくらしと世界の産業〈3〉わたしたちの住まいと輸出入』ポプラ社、2001年5月　ISBN 978-4591067222　飯島博／著,清成忠男／監修

監訳
- 『競争優位のアライアンス戦略‐スピードと価値創造のパートナーシップ』ダイアモンド社、2001年1月　ISBN 978-4478373446　ゲイリー・ハメル、イブ・Ｌ.ドーズ／著,柳孝一／監訳,和田正春／訳